# Düsum Khyenpa
Karmapa
Gyalwa Choyang Karma Pakshi
Düsum Khyenpa (tibétain : དུས་གསུམ་མཁྱེན་པ་, Wylie : dus gsum mkhyen pa signifiant « celui qui connaît les trois temps » (le passé, le présent et l'avenir)), 1110-1193, est un lama de l'école karma-kagyu du bouddhisme tibétain, premier de la lignée des karmapas et l'initiateur de la tradition des tulkous au Tibet.

## Biographie

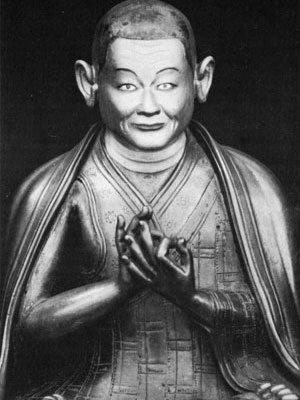
Statue du 1er karmapa

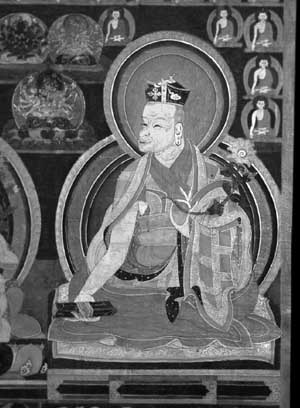
Düsum Khyenpa, détail d'une thangka du XVIe siècle, Rubin Museum of Art.

Düsum Khyenpa est né dans le village de Ratag dans l'Est du Tibet. Sa mère s'appelait Gangtcham Mingdren. Son père, Gompa Dordjé Gon, était un pratiquant bouddhiste qui lui donna ses premiers enseignements sur le Dharma. Düsum Khyenpa étudia et pratiqua le bouddhisme à un jeune âge, et pris ses vœux à 16 ans.
À l'âge de 20 ans, il voyagea au Tibet central où il étudia pendant 12 ans sous la direction d'érudits tibétains tels que Kyabpa Chökyi Senge et Patsab Lotsawa Nyima Trag, un traducteur de textes sur le Madhyamaka.
À 30 ans, il se rendit au Daglha Gampo, le monastère de Gampopa, pour rencontrer ce dernier dont il étudia les enseignements kagyupa pendant 3 ans. Gampopa considéra qu'il avait ainsi réalisé une prophétie du Bouddha Sakyamuni annonçant que 16 siècles après sa disparition, un être réaliserait pleinement ses enseignements et serait connu comme Karmapa, « homme d'action ». Gampopa, Lama Sakya Sribhadra (1127-1225) (dernier abbé du collège Vikramasila) et Lama Chang (1123-1193) reconnurent Dusum Khyenpa comme étant le 1er Karmapa.
Gampopa enseigne à Düsum Khyenpa les pratiques fondatrices de la tradition Kadampa, puis la philosophie générale des sutras.
Le 1er Karmapa reçoit les instructions sur le Tantra de Hevajra et passe 4 années en retraite spirituelle, s'entraînant dans les méditations de samatha et vipassana. Il reçoit ainsi la transmission des instructions intérieurs de la tradition Kagyupa. On dit qu'en 9 jours, il intégra ce que Naropa avait reçu de Tilopa en 12 ans. Rechungpa, le disciple "pareil à la lune" de Milarépa lui transmis les Six yogas de Nāropa. Ses réalisations dans le Toumo furent exaltées par sa compassion et produisirent des résultats rapides.
À la mort de Gampopa en 1153, le 1er Karmapa retourne au Daklha Gampo lui rendre hommage. Ayant une vision puissante de son maître, et il souhaite suivre ses instructions et accomplir l'illumination (Kampo Kangra), en pratiquant le mahamoudra. Il fait la promesse de vivre jusqu'à 84 ans pour être bénéfique au dharma. 
Düsum Khyenpa aurait fondé le monastère de Lhalung en 1154, ou selon une autre hypothèse, Lhalung Pelgyi Dorje en aurait le fondateur au IXe siècle.
À l'âge de 50 ans, il atteint l'illumination en pratiquant le yoga du rêve. Il eut alors la vision de dakinis lui offrant une couronne vajra tissée de leurs cheveux. Son nom Düsum Khyenpa signifie connaisseur du passé, du présent et du futur, en référence à la lucidité totale à laquelle il parvint lors de son illumination.
À partir de ce moment, ses enseignements gagnèrent en intensité. À 55 ans, en 1164, il fonde un monastère à Kampo Nénang. À 60 ans, en 1169, il fonde le monastère de Panphuk à Lithang, dans le Kham. Plus tard, il établit un siège important à Karma Gön, dans l'est du Tibet. Dans la vallée de Tolung, qui se nourrit dans le Brahmapoutre, dans le centre du Tibet, il fonde en 1159 le monastère de Tsourphou dont il fera son siège principal en 1189. Il est intéressant de remarquer, à la lumière de la lettre de prédiction du 16e Karmapa, que l'abbé du monastère bouddhiste à Bodh-Gaya, en Inde, l'endroit où le Bouddha atteint l'illumination, envoya une coquillage de conque à Düsum Khyenpa à Tsourphou, pour marquer l'importance de Düsum Khyenpa pour le dharma. Cette symbolique de la conque se retrouve fréquemment dans de l'histoire des Karmapas. Düsum Khyenpa a construit le stūpa de Drépung à Tsourphou, basé sur le stūpa de Dhānyakataka à  Amaravati.
Le 1er Karmapa fit des prédictions à propos de ses successeurs. Il fut le 1er Karmapa à écrire une lettre de prédiction donnant des détails sur sa future incarnation. Il la confia à son disciple principal, Drogon Rechen, un des prédécesseurs de la lignée des Taï Sitou Rinpoché (ils ne furent appelés Taï Sitou qu'après que ce titre leur eut été conféré par l'empereur de Chine au début du XVe siècle). Il est décédé à l'âge de 84 ans, comme il l'avait annoncé. Son cœur fut retrouvé intact dans le bûcher funéraire et des os qui restaient portaient des aspects des Bouddhas. Les similarités avec le passage du 16e karmapa sont remarquables.
Parmi ses disciples principaux :
- Drogön Rechen devint le détenteur de la lignée.
- Dampa Deshek, fondateur de la lignée Kathok
- Jigten Sumgön (en), fondateur de la lignée Drikung Kagyu
- Taklung Thangpa Tashi Pal (en) ou Tangpa Tchenpo, fondateur de la lignée Taklung Kagyu
- Gyelwa Ling Repa, fondateur de la lignée drukpa
- Tsangpa Gyare (1161-1211), fondateur de la lignée Tsangpa ou Drukpa Kagyu (largement répandu au Bhoutan de nos jours). Cette lignée est devenue la lignée "haute" de l'école Drukpa.

### Œuvres du1erkarmapa
- Selected Writings of the First Zwa-nag Karma-pa Dus-gsum-mkhyen-pa, Gangtok, Dzongsar Chhentse Labrang, 1980, 2 t. En tibétain.

### Études sur le1erkarmapa
- Lama Kunsang & Marie Aubèle, L'Odyssée des Karmapas, La grande histoire des lamas à la coiffe noire, Ed. Albin Michel (2011).  (ISBN 978-2-226-22150-6)
- Hugh Richardson, “The Karma-pa Sect: A Historical Note”, in Michael Aris, High Peaks, Pure Earth, Londres, Serindia Publications, 1998, p. 337-378.